# Белликур
Беллику́р (фр. Bellicourt) — коммуна во Франции, находится в регионе Пикардия. Департамент коммуны — Эна. Входит в состав кантона Боэн-ан-Вермандуа. Округ коммуны — Сен-Кантен.
Код INSEE коммуны — 02065.

## Население
Население коммуны на 2010 год составляло 636 человек.
| 1962 | 1968 | 1975 | 1982 | 1990 | 1999 | 2010 |
| ---- | ---- | ---- | ---- | ---- | ---- | ---- |
| 609  | 624  | 607  | 640  | 664  | 680  | 636  |

## Экономика
В 2010 году среди 413 человек трудоспособного возраста (15—64 лет) 292 были экономически активными, 121 — неактивными (показатель активности — 70,7 %, в 1999 году было 69,7 %). Из 292 активных жителей работали 251 человек (140 мужчин и 111 женщин), безработных было 41 (16 мужчин и 25 женщин). Среди 121 неактивных 34 человека были учениками или студентами, 43 — пенсионерами, 44 были неактивными по другим причинам.